# NHK 사가 방송국

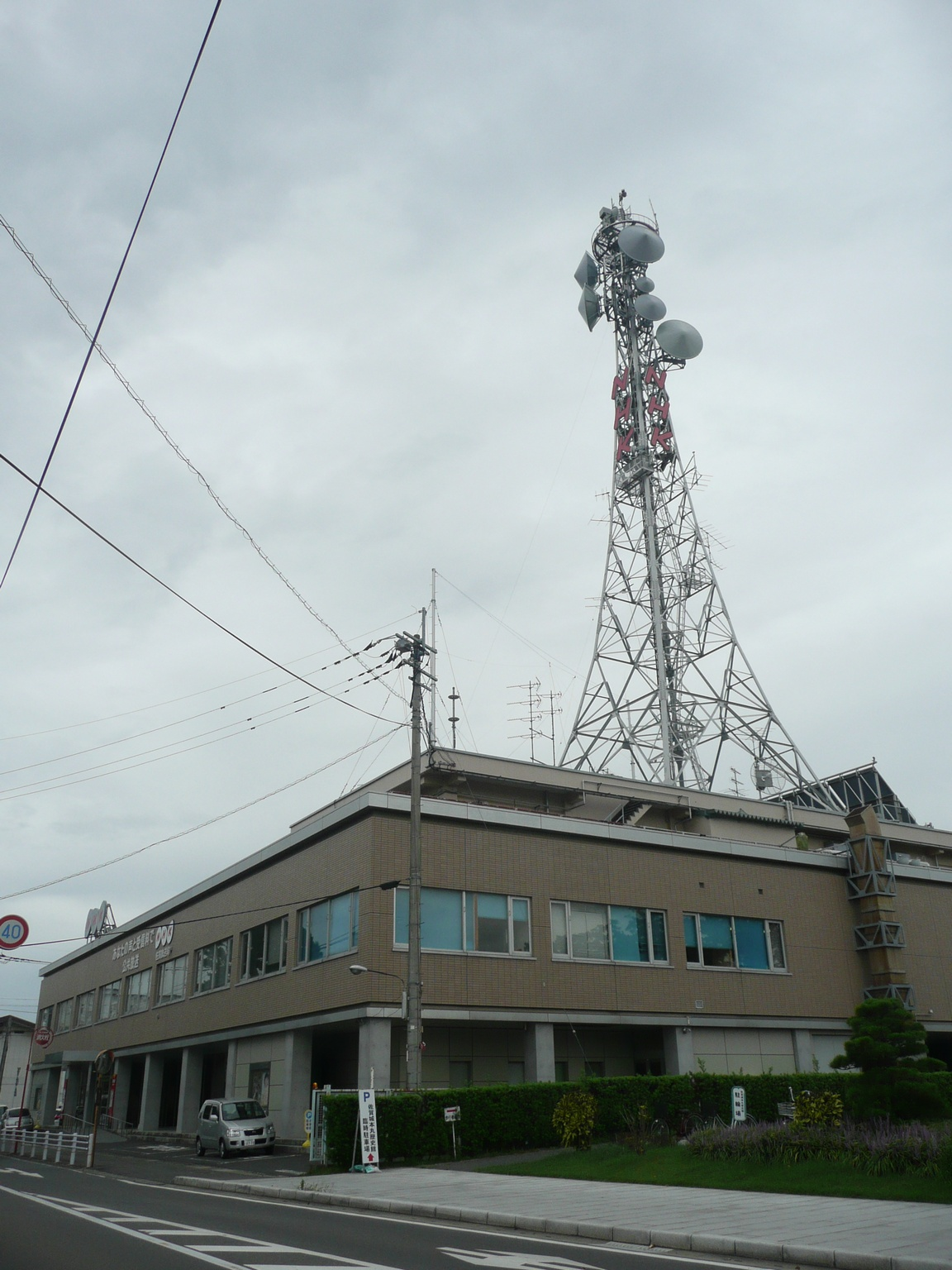
NHK 사가 방송국

NHK 사가 방송국(佐賀 放送局)은 사가현을 방송구역으로 하는 NHK의 지역방송국이며 중파·FM라디오·텔레비전 방송을 담당하고 있다.

## 연혁
- 1941년 6월 수신 상담등을 담당하는 「구마모토 중앙 방송국 사가 출장소」개설
- 1941년 12월 28일 「사가 임시 중계방송국」개국(이 날을 개국일로 삼고 있다.)
- 1948년 5월 임시 중계방송국과 출장소를 통합해 사가 방송국 승격 발족
- 1951년 6월 1일 라디오 제2방송 개시(콜사인:JOSD)
- 1958년 2월 22일 규슈본부(옛 구마모토 중앙 방송국), 텔레비전 방송 개시, 사가 현 평야지역 대부분에서 수신이 가능했다.
- 1963년 후쿠오카 방송국이 가라쓰에, 규슈본부가 이마리에, 텔레비전 중계국 설치
- 1965년 3월 22일 이마리 텔레비전 중계국에 FM실험국 개국
- 1968년 현역 텔레비전 방송 개시를 대비해 사가 방송 회관 완성, 이마리 텔레비전 중계국을 사용해 사가 현 지방뉴스 방송 개시[1]
- 1969년
  - 3월 1일 FM본방송 일본전국 일제 개시
  - 3월 15일 사가현역 텔레비전 본방송 개시와 동시에 사가 현에 설치된 중계국 관리권한이 사가방송국으로 이관된다.
- 1974년 3월 20일 구마모토 방송국 라디오 제2방송 출력 증가에 따라 사가 방송국 라디오 제2방송 폐지
- 2006년 10월 13일 지상 디지털 텔레비전 방송 시험 방송을 실시.
- 2006년 12월 1일 지상 디지털 텔레비전 방송 개시.
- 2011년 7월 24일 지상파 아날로그 텔레비전 방송 종료

## 채널·주파수

### 종합·교육 텔레비전
- 종합텔레비전 사가본국 33ch(JOSP-DTV)
- 교육텔레비전 사가본국 25ch(JOSD-DTV)

### 라디오 방송
- 라디오 제1방송 콜사인：JOSP
  - 사가 963kHz 출력：1kW
  - 이마리 531kHz 출력：100W　→1990년대 전반까지는 1323kHz로 송신되고 있었다
  - 가라쓰 1584kHz 출력：100W

- FM방송 콜사인：JOSP-FM
  - 사가 81.6MHz 출력：500W
  - 히젠 아리타 88.9MHz 출력：1W

→FM방송은 사가시 주변뿐만이 아니라 다케오시,가라쓰시,이마리시 등 사가현내 여러지역에서 같은 주파수로 들을 수 있으며 비록 도스 시 부근에서 사가 본국을 잘 수신할 수 없는 지역이 존재하지만 이 지역에서는 NHK 후쿠오카 방송국 FM방송·구루메 중계국 방송을 수신하고 있다.
- 덧붙여 NHK 사가 라디오 제2방송은 NHK 구마모토 방송국 라디오 제2방송 출력증대화에 따라 1974년 3월 20일 폐국되었으며 이 때문에 현재 사가에서 라디오 제2방송을 들으려면 다른 지역 방송국을 통해[2]들어야 한다.

## 사가현에 있는 다른 텔레비전·라디오 방송국
- 나가사키 방송／NBC 라디오 사가 (NBC) (JRN·NRN계열, 라디오방송만 사가현이 방송구역에 포함)
- 사가 TV (STS) (후지 TV계열)
- FM사가 (FMS) (JFN계열)